# 欧蒂耶
欧蒂耶（法語：Authuille，法語發音：[otɥij]）是法国上法蘭西大區索姆省的一个市镇，属于佩罗讷区。

## 地理
欧蒂耶（50°2'35"N, 2°40'6"E）面积3.58 平方千米，位于法国上法蘭西大區索姆省，该省份为法国北部沿海省份，北起加来海峡省和北部省，西接滨海塞纳省和大西洋英吉利海峡，南至瓦兹省，东临埃纳省。
与欧蒂耶接壤的市镇（或旧市镇、城区）包括：阿沃吕、博蒙阿梅勒、梅尼勒马丹萨尔、奥维莱尔-拉布瓦塞勒、蒂耶普瓦勒。
欧蒂耶的时区为UTC+01:00、UTC+02:00（夏令时）。

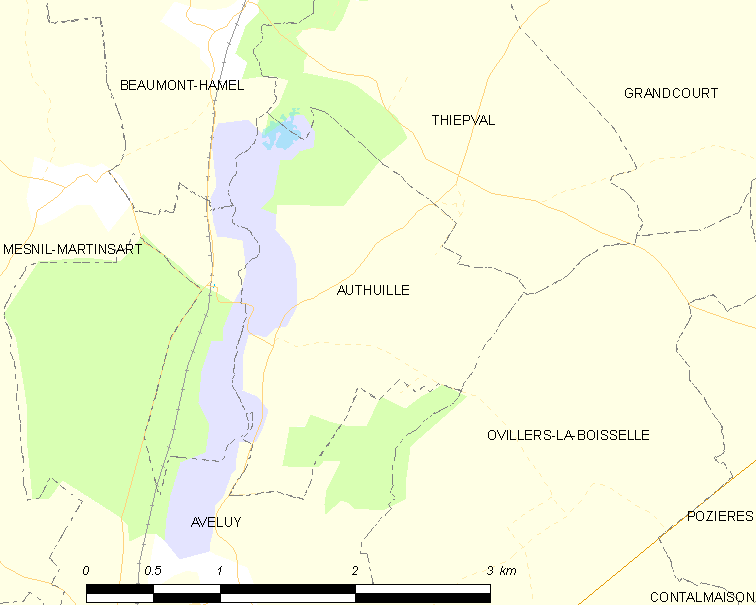
欧蒂耶的OSM定位图

## 行政
欧蒂耶的邮政编码为80300，INSEE市镇编码为80045。

## 政治
欧蒂耶所属的省级选区为阿尔贝县。

## 人口

1962-2008年间欧蒂耶人口变化图示

欧蒂耶于2022年1月1日时的人口数量为157人。